# 默特爾-威爾勞夫比大道車站
默特爾-威爾勞夫比大道車站（英語：Myrtle–Willoughby Avenues station）是紐約地鐵IND跨城線的一個地鐵站，位於布魯克林貝德福德-斯圖弗森默特爾大道及馬爾西大道交界，設有G線（任何時候停站）列車服務。

## 車站結構
| G        | 街道層             | 出入口                                    |
| M        | 夾層               | 往出入口、車站詢問處、MetroCard自動售票機 |
| P 月台層 | 側式月台，右側開門 | 側式月台，右側開門                        |
| P 月台層 | 北行               | 往法庭廣場（法拉盛大道）                  |
| P 月台層 | 南行               | 往教堂大道（貝德福德-諾斯特蘭大道）       |
| P 月台層 | 側式月台，右側開門 |                                           |

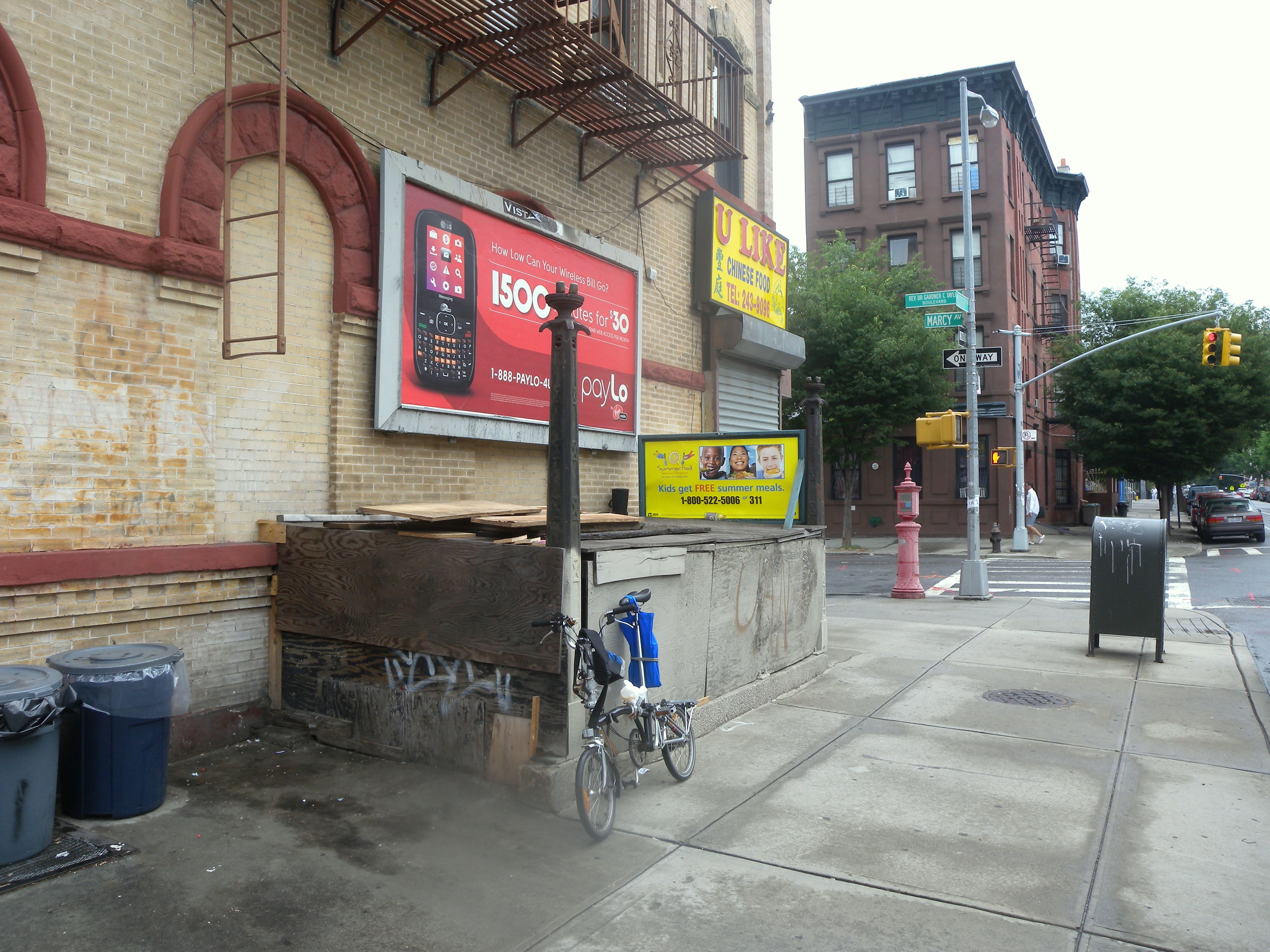
已關閉的威爾勞夫比樓梯

此地下車站在1937年7月1日，作為跨城線由納蘇大道延長至霍伊特-歇爾美角街啟用。此站有兩個側式月台和兩條軌道。

## 外部連結
- nycsubway.org—IND Crosstown Line: Myrtle–Willoughby Avenues
- Station Reporter — G Train
- The Subway Nut — Myrtle–Willoughby Avenues Pictures （页面存档备份，存于）
- Myrtle Avenue entrance from Google Maps Street View
- Platforms from Google Maps Street View